# Eleições europeias de 2019 em Vila Franca de Xira

## Resultados Oficiais
| Partido                 | Partido                                         | Votos   | %               | +/-   |
| ----------------------- | ----------------------------------------------- | ------- | --------------- | ----- |
|                         | Partido Socialista                              | 15 634  | 35,34 / 100,00  | 4,59  |
|                         | Coligação Democrática Unitária                  | 6 668   | 15,07 / 100,00  | 11,20 |
|                         | Bloco de Esquerda                               | 4 950   | 11,19 / 100,00  | 5,43  |
|                         | Partido Social Democrata                        | 4 806   | 10,86 / 100,00  | -     |
|                         | Pessoas–Animais–Natureza                        | 2 882   | 6,51 / 100,00   | 4,46  |
|                         | CDS – Partido Popular                           | 1 692   | 3,82 / 100,00   | -     |
|                         | Basta!                                          | 1 119   | 2,53 / 100,00   | 1,68  |
|                         | LIVRE                                           | 846     | 1,91 / 100,00   | 0,44  |
|                         | Aliança                                         | 799     | 1,81 / 100,00   | Novo  |
|                         | Partido Comunista dos Trabalhadores Portugueses | 522     | 1,18 / 100,00   | 0,96  |
|                         | Outros (com menos de 1,00%)                     | 1 592   | 3,60 / 100,00   |       |
| Votos Inválidos         | Votos Inválidos                                 | 2 727   | 6,17 / 100,00   | 0,52  |
| Total                   | Total                                           | 44 237  | 100,00 / 100,00 |       |
| Eleitorado/Participação | Eleitorado/Participação                         | 112 936 | 39,17 / 100,00  | 1,21  |

## Resultados por Freguesia
Os resultados seguintes referem-se aos partidos que obtiveram mais de 1,00% dos votos:
| Freguesia                                  | %     | %     | %     | %     | %    | %    | %    | %    | %    | %    | Votantes |
| Freguesia                                  | PS    | CDU   | BE    | PSD   | PAN  | CDS  | B!   | L    | A    | PCTP | Votantes |
| ------------------------------------------ | ----- | ----- | ----- | ----- | ---- | ---- | ---- | ---- | ---- | ---- | -------- |
| Alhandra, Calhandriz e São João dos Montes | 34,76 | 21,12 | 10,54 | 9,33  | 5,43 | 3,52 | 2,29 | 1,45 | 1,47 | 1,30 | 4 545    |
| Alverca do Ribatejo e Sobralinho           | 35,40 | 15,81 | 11,48 | 10,68 | 6,54 | 3,47 | 2,32 | 2,01 | 1,70 | 1,23 | 12 089   |
| Castanheira do Ribatejo e Cachoeiras       | 37,06 | 17,75 | 10,70 | 9,90  | 5,03 | 4,47 | 1,69 | 1,49 | 1,21 | 1,25 | 2 485    |
| Póvoa de Santa Iria e Forte da Casa        | 34,72 | 10,79 | 11,58 | 12,12 | 8,06 | 3,65 | 3,07 | 2,18 | 2,04 | 0,91 | 13 148   |
| Vialonga                                   | 35,38 | 17,57 | 10,99 | 9,14  | 6,37 | 3,34 | 2,98 | 1,42 | 1,54 | 1,57 | 5 907    |
| Vila Franca de Xira                        | 36,25 | 14,83 | 10,64 | 11,73 | 4,67 | 5,36 | 1,88 | 2,14 | 2,26 | 1,17 | 6 063    |
| Vila Franca de Xira                        | 35,34 | 15,07 | 11,19 | 10,86 | 6,51 | 3,82 | 2,53 | 1,91 | 1,81 | 1,18 | 44 237   |

#### Alhandra, Calhandriz e São João dos Montes
| Partido                 | Partido                                         | Votos  | %               | +/-   |
| ----------------------- | ----------------------------------------------- | ------ | --------------- | ----- |
|                         | Partido Socialista                              | 1 580  | 34,76 / 100,00  | 4,57  |
|                         | Coligação Democrática Unitária                  | 960    | 21,12 / 100,00  | 12,25 |
|                         | Bloco de Esquerda                               | 479    | 10,54 / 100,00  | 5,20  |
|                         | Partido Social Democrata                        | 424    | 9,33 / 100,00   | -     |
|                         | Pessoas–Animais–Natureza                        | 247    | 5,43 / 100,00   | 3,92  |
|                         | CDS – Partido Popular                           | 160    | 3,52 / 100,00   | -     |
|                         | Basta!                                          | 104    | 2,29 / 100,00   | 1,37  |
|                         | Aliança                                         | 67     | 1,47 / 100,00   | Novo  |
|                         | LIVRE                                           | 66     | 1,45 / 100,00   | 0,60  |
|                         | Partido Comunista dos Trabalhadores Portugueses | 59     | 1,30 / 100,00   | 0,66  |
|                         | Outros (com menos de 1,00%)                     | 124    | 2,73 / 100,00   |       |
| Votos Inválidos         | Votos Inválidos                                 | 275    | 6,05 / 100,00   | 0,73  |
| Total                   | Total                                           | 4 545  | 100,00 / 100,00 |       |
| Eleitorado/Participação | Eleitorado/Participação                         | 10 526 | 43,18 / 100,00  | 0,19  |

#### Alverca do Ribatejo e Sobralinho
| Partido                 | Partido                                         | Votos  | %               | +/-   |
| ----------------------- | ----------------------------------------------- | ------ | --------------- | ----- |
|                         | Partido Socialista                              | 4 280  | 35,40 / 100,00  | 3,81  |
|                         | Coligação Democrática Unitária                  | 1 911  | 15,81 / 100,00  | 10,47 |
|                         | Bloco de Esquerda                               | 1 388  | 11,48 / 100,00  | 5,20  |
|                         | Partido Social Democrata                        | 1 291  | 10,68 / 100,00  | -     |
|                         | Pessoas–Animais–Natureza                        | 791    | 6,54 / 100,00   | 4,40  |
|                         | CDS – Partido Popular                           | 419    | 3,47 / 100,00   | -     |
|                         | Basta!                                          | 280    | 2,32 / 100,00   | 1,51  |
|                         | LIVRE                                           | 243    | 2,01 / 100,00   | 0,47  |
|                         | Aliança                                         | 206    | 1,70 / 100,00   | Novo  |
|                         | Partido Comunista dos Trabalhadores Portugueses | 149    | 1,23 / 100,00   | 0,51  |
|                         | Outros (com menos de 1,00%)                     | 442    | 3,65 / 100,00   |       |
| Votos Inválidos         | Votos Inválidos                                 | 689    | 5,69 / 100,00   | 1,43  |
| Total                   | Total                                           | 12 089 | 100,00 / 100,00 |       |
| Eleitorado/Participação | Eleitorado/Participação                         | 29 915 | 40,41 / 100,00  | 1,28  |

#### Castanheira do Ribatejo e Cachoeiras
| Partido                 | Partido                                         | Votos | %               | +/-   |
| ----------------------- | ----------------------------------------------- | ----- | --------------- | ----- |
|                         | Partido Socialista                              | 921   | 37,06 / 100,00  | 3,21  |
|                         | Coligação Democrática Unitária                  | 441   | 17,75 / 100,00  | 10,15 |
|                         | Bloco de Esquerda                               | 266   | 10,70 / 100,00  | 5,93  |
|                         | Partido Social Democrata                        | 246   | 9,90 / 100,00   | -     |
|                         | Pessoas–Animais–Natureza                        | 125   | 5,03 / 100,00   | 3,59  |
|                         | CDS – Partido Popular                           | 111   | 4,47 / 100,00   | -     |
|                         | Basta!                                          | 42    | 1,69 / 100,00   | 1,15  |
|                         | LIVRE                                           | 37    | 1,49 / 100,00   | 0,61  |
|                         | Partido Comunista dos Trabalhadores Portugueses | 31    | 1,25 / 100,00   | 1,22  |
|                         | Aliança                                         | 30    | 1,21 / 100,00   | Novo  |
|                         | Outros (com menos de 1,00%)                     | 79    | 3,18 / 100,00   |       |
| Votos Inválidos         | Votos Inválidos                                 | 156   | 6,28 / 100,00   | 0,34  |
| Total                   | Total                                           | 2 485 | 100,00 / 100,00 |       |
| Eleitorado/Participação | Eleitorado/Participação                         | 6 628 | 37,49 / 100,00  | 0,45  |

#### Póvoa de Santa Iria e Forte da Casa
| Partido                 | Partido                        | Votos  | %               | +/-   |
| ----------------------- | ------------------------------ | ------ | --------------- | ----- |
|                         | Partido Socialista             | 4 565  | 34,72 / 100,00  | 4,16  |
|                         | Partido Social Democrata       | 1 594  | 12,12 / 100,00  | -     |
|                         | Bloco de Esquerda              | 1 523  | 11,58 / 100,00  | 5,25  |
|                         | Coligação Democrática Unitária | 1 419  | 10,79 / 100,00  | 10,88 |
|                         | Pessoas–Animais–Natureza       | 1 060  | 8,06 / 100,00   | 5,45  |
|                         | CDS – Partido Popular          | 480    | 3,65 / 100,00   | -     |
|                         | Basta!                         | 403    | 3,07 / 100,00   | 2,11  |
|                         | LIVRE                          | 286    | 2,18 / 100,00   | 0,30  |
|                         | Aliança                        | 268    | 2,04 / 100,00   | Novo  |
|                         | Nós, Cidadãos!                 | 163    | 1,24 / 100,00   | Novo  |
|                         | Outros (com menos de 1,00%)    | 482    | 3,67 / 100,00   |       |
| Votos Inválidos         | Votos Inválidos                | 905    | 6,88 / 100,00   | 0,38  |
| Total                   | Total                          | 13 148 | 100,00 / 100,00 |       |
| Eleitorado/Participação | Eleitorado/Participação        | 33 592 | 39,14 / 100,00  | 2,29  |

#### Vialonga
| Partido                 | Partido                                         | Votos  | %               | +/-   |
| ----------------------- | ----------------------------------------------- | ------ | --------------- | ----- |
|                         | Partido Socialista                              | 2 090  | 35,38 / 100,00  | 6,79  |
|                         | Coligação Democrática Unitária                  | 1 038  | 17,57 / 100,00  | 14,09 |
|                         | Bloco de Esquerda                               | 649    | 10,99 / 100,00  | 4,91  |
|                         | Partido Social Democrata                        | 540    | 9,14 / 100,00   | -     |
|                         | Pessoas–Animais–Natureza                        | 376    | 6,37 / 100,00   | 3,98  |
|                         | CDS – Partido Popular                           | 197    | 3,34 / 100,00   | -     |
|                         | Basta!                                          | 176    | 2,98 / 100,00   | 2,08  |
|                         | Partido Comunista dos Trabalhadores Portugueses | 93     | 1,57 / 100,00   | 0,84  |
|                         | Aliança                                         | 91     | 1,54 / 100,00   | Novo  |
|                         | LIVRE                                           | 84     | 1,42 / 100,00   | 0,72  |
|                         | Outros (com menos de 1,00%)                     | 223    | 3,78 / 100,00   |       |
| Votos Inválidos         | Votos Inválidos                                 | 350    | 5,92 / 100,00   | 0,26  |
| Total                   | Total                                           | 5 907  | 100,00 / 100,00 |       |
| Eleitorado/Participação | Eleitorado/Participação                         | 16 821 | 35,12 / 100,00  | 0,55  |

#### Vila Franca de Xira
| Partido                 | Partido                                         | Votos  | %               | +/-  |
| ----------------------- | ----------------------------------------------- | ------ | --------------- | ---- |
|                         | Partido Socialista                              | 2 198  | 36,25 / 100,00  | 5,57 |
|                         | Coligação Democrática Unitária                  | 899    | 14,83 / 100,00  | 9,66 |
|                         | Partido Social Democrata                        | 711    | 11,73 / 100,00  | -    |
|                         | Bloco de Esquerda                               | 645    | 10,64 / 100,00  | 4,71 |
|                         | CDS – Partido Popular                           | 325    | 5,36 / 100,00   | -    |
|                         | Pessoas–Animais–Natureza                        | 283    | 4,67 / 100,00   | 3,53 |
|                         | Aliança                                         | 137    | 2,26 / 100,00   | Novo |
|                         | LIVRE                                           | 130    | 2,14 / 100,00   | 0,21 |
|                         | Basta!                                          | 114    | 1,88 / 100,00   | 1,17 |
|                         | Partido Comunista dos Trabalhadores Portugueses | 71     | 1,17 / 100,00   | 1,16 |
|                         | Nós, Cidadãos!                                  | 65     | 1,07 / 100,00   | Novo |
|                         | Outros (com menos de 1,00%)                     | 133    | 2,19 / 100,00   |      |
| Votos Inválidos         | Votos Inválidos                                 | 352    | 5,81 / 100,00   | 0,51 |
| Total                   | Total                                           | 6 063  | 100,00 / 100,00 |      |
| Eleitorado/Participação | Eleitorado/Participação                         | 15 454 | 39,23 / 100,00  | 0,40 |